# Efferia sonorensis
Efferia sonorensis är en tvåvingeart som beskrevs av Forbes 1987. Efferia sonorensis ingår i släktet Efferia och familjen rovflugor. Inga underarter finns listade i Catalogue of Life.